# Tứ quý danh hoa
Tứ quý danh hoa (chữ Hán: 四季名花) là tên gọi bốn loài cây được lựa chọn làm biểu tượng của "tứ quý" (bốn mùa) Xuân, Hạ, Thu, Đông trong văn hóa Á Đông. Ngoài việc đại diện cho mùa, Tứ quý danh hoa còn đại diện cho tính cách của người quân tử. Tranh tứ quý là loại tranh vẽ các loài cây này.
💥 Bài viết còn nhiều thiếu sót: tứ quý danh hoa là 4 loài hoa đại diện 4 mùa. Đó là: lan - hà (sen) - cúc - mai (mơ). Còn tùng là liên quan đến "tứ quân tử", tức 4 loài cây đại diện cho người quân tử của người Việt: mai (mai vàng) - trúc - cúc - tùng. Tứ quân tử của Trung Quốc là: mai (mơ) - lan - trúc - cúc.
Các loài cây được xếp vào Tứ quý sẽ khác nhau tùy theo từng quốc gia. Như ở Việt Nam quan niệm phổ biến nhất thì Tứ quý bao gồm: Mai (mùa xuân), Trúc (mùa hạ), Cúc (mùa thu) và Tùng (mùa đông). Còn ở Trung Quốc, Tứ quý thường bao gồm Lan (mùa xuân), Sen (mùa hạ), Cúc (mùa thu) và Mơ (mùa đông).
Trước thời Pháp thuộc, người Việt còn dùng chữ Hán Nôm để viết tiếng Việt, cách viết theo hàng là từ phải sang trái, do đó tranh tứ quý cũng được xếp theo từ phải sang trái là "Mai-Trúc-Cúc-Tùng" (ứng với thứ tự bốn mùa Xuân-Hạ-Thu-Đông). Ngày nay, do đứt gãy văn hoá cổ vì không còn phổ biến viết chữ Hán Nôm, người Việt bây giờ viết chữ Latinh từ trái sang phải, vị trí các loài cây trong tranh tứ quý vẫn giữ nguyên, nhưng thường bị đọc ngược thành "Tùng-Cúc-Trúc-Mai" (và mùa tương ứng cũng bị ngược thành "Đông-Thu-Hạ-Xuân").